# SN 2005jy
SN 2005jy – supernowa typu Ia odkryta 20 października 2005 roku w galaktyce A231351+0115. W momencie odkrycia miała maksymalną jasność 22,10m.